# محمدرضا فلاح‌زاده
محمدرضا فلاح‌زاده (زاده ۱۳۴۱ ابرکوه) سرتیپ سپاه پاسداران انقلاب اسلامی است که از فروردین ۱۴۰۰ به‌عنوان جانشین فرمانده نیروی قدس فعالیت می‌کند. وی در فاصله سال‌های ۱۳۸۶ تا ۱۳۹۲ استاندار یزد بود و از ۱۳۹۷ تا ۱۴۰۰ معاونت هماهنگ‌کننده سپاه قدس را برعهده داشت.
فلاح‌زاده در طول جنگ ایران و عراق از اعضای سپاه پاسداران بود. وی پس از جنگ از ابتدای دهه ۱۳۸۰ تا سال ۱۳۸۳ فرماندهی تیپ ۱۸ الغدیر را برعهده داشت، از ۱۳۸۳ تا ۱۳۸۴ فرمانده لشکر ۱۹ فجر بود و از ۱۳۸۴ تا ۱۳۸۶ به‌عنوان فرمانده قرارگاه قرب کربلا (از قرارگاه‌های زیرمجموعهٔ قرارگاه سازندگی خاتم‌الانبیاء) فعالیت می‌کرد. وی پس از درگذشت سید محمد حجازی، در ۳۰ فروردین ۱۴۰۰ به سمت جانشین فرمانده نیروی قدس سپاه منصوب شد.

## زندگی
فلاح‌زاده در سال ۱۳۴۱ در ابرکوه، استان یزد، زاده شد. خانوادهٔ او پیشینه‌ای نظامی دارند؛ یکی از برادرانش در سال ۱۳۶۶ در جنگ ایران و عراق کشته شد و برادر دیگرش همچنان در نیروی قدس فعالیت می‌کند. خود او در سال ۱۳۵۹ هم‌زمان با آغاز جنگ ایران و عراق، به سپاه پاسداران انقلاب اسلامی پیوست، هرچند گزارش‌ها حاکی از آن است که او در جریان این جنگ، درگیرِ نبردهای رزمی چندانی نبوده است.

## نقش‌ها در سپاه پاسداران
او در دوران فعالیت در سپاه پاسداران، به‌تدریج در رده‌های فرماندهی ارتقا یافت و فرماندهی چندین لشکر استانی، از جمله لشکر ۳۳ المهدی و لشکر ۱۹ فجر را برعهده داشت. سپس مسئولیت نیروهای سپاه در استان‌های یزد، اصفهان و فارس را به عهده گرفت. از سال ۲۰۰۷ تا ۲۰۱۳، در دوران ریاست‌جمهوری محمود احمدی‌نژاد، به‌عنوان استاندار یزد فعالیت کرد. دوره مسئولیت او با انتقادهایی همراه بود؛ از جمله به‌دلیل جایگزینی مدیران غیرنظامی با نیروهای سپاه و تمرکز بر پیشبرد اهداف سیاسی.

## پروژه‌های اقتصادی و نظامی
پس از سال ۲۰۱۳، او ریاست شرکت «راه و توسعه کربلا» را بر عهده گرفت؛ شرکتی عمرانی وابسته به سپاه پاسداران که زیرمجموعه قرارگاه سازندگی خاتم‌الانبیاء محسوب می‌شود. پس از آن، به سوریه اعزام شد. در جریان حضورش در سوریه، به سمت جانشین فرمانده نیروی قدس ارتقا یافت و به‌ویژه در نبرد حلب نقش فعالی ایفا کرد.

## جانشین فرمانده نیروی قدس
در آوریل ۲۰۲۱، پس از درگذشت محمد حجازی، جانشین پیشین، فلاح‌زاده به‌عنوان جانشین فرمانده نیروی قدس ـ شاخه نخبه عملیات برون‌مرزی سپاه پاسداران انقلاب اسلامی ـ منصوب شد.